# Пайлін
Пайлін (кхмер. ក្រុងប៉ៃលិន, англ. Pailin) — місто у Камбоджі, адміністративний центр однойменної провінції, одним із двох районів якої і є міська громада.

## Географія
Пайлін розташований на крайньому заході країни неподалік тайського кордону.

### Клімат
Місто знаходиться у зоні, котра характеризується мусонним кліматом. Найтепліший місяць — квітень із середньою температурою 28.7 °C (83.7 °F). Найхолодніший місяць — грудень, із середньою температурою 24.9 °С (76.8 °F).
| Клімат Пайліна          | Клімат Пайліна | Клімат Пайліна | Клімат Пайліна | Клімат Пайліна | Клімат Пайліна | Клімат Пайліна | Клімат Пайліна | Клімат Пайліна | Клімат Пайліна | Клімат Пайліна | Клімат Пайліна | Клімат Пайліна | Клімат Пайліна |
| Показник                | Січ.           | Лют.           | Бер.           | Квіт.          | Трав.          | Черв.          | Лип.           | Серп.          | Вер.           | Жовт.          | Лист.          | Груд.          | Рік            |
| Середня температура, °C | 25             | 26,7           | 28             | 28,7           | 28,2           | 27,5           | 27,1           | 26,9           | 26,9           | 26,6           | 25,9           | 24,9           | 26,9           |
| Норма опадів, мм        | 10.7           | 34.8           | 61.3           | 106.5          | 265            | 367.9          | 340.6          | 397.7          | 390.6          | 256.4          | 66             | 11.9           | 2309.4         |
| Днів з опадами          | 1,6            | 3,6            | 5,5            | 9,4            | 18             | 19,8           | 20,7           | 22,2           | 20,9           | 17             | 7              | 2              | 147,7          |
| Вологість повітря, %    | 69.7           | 72.4           | 72.9           | 75.7           | 81.2           | 82.8           | 84.3           | 84.6           | 84.5           | 82.3           | 76.8           | 73.8           | 78.4           |
| ----------------------- | -------------- | -------------- | -------------- | -------------- | -------------- | -------------- | -------------- | -------------- | -------------- | -------------- | -------------- | -------------- | -------------- |
| Джерело: Weatherbase    |                |                |                |                |                |                |                |                |                |                |                |                |                |